# Zosterop olivaci de l'illa de Maurici
El zosterop olivaci de l'illa de Maurici (Zosterops chloronothos) és un ocell de la família dels zosteròpids (Zosteropidae).

## Hàbitat i distribució
Habita boscos i matolls de l'illa de Maurici, a les Mascarenyes occidentals.